# Tex Gibbons
John Haskell „Tex” Gibbons (ur. 7 października 1907 w Elk City, zm. 30 maja 1984 w La Habra) – amerykański koszykarz, złoty medalista letnich igrzyskach olimpijskich w Berlinie. Wystąpił w jednym spotkaniu.